# Enric Escudé
Enric Escudé (n. Barcelona, España; 13 de febrero de 1976) es un presentador y modelo español.

## Biografía

### Modelo
Empezó su carrera como modelo en 1988. A los trece años realizó su primer anuncio para la marca Nocilla. Mientras cursaba sus estudios secundarios, trabajó en diversos anuncios publicitarios así como para diferentes catálogos de ropa. 
A los 18 años se presentó a un concurso de Francina International Modeling Agency en Barcelona. Fue el ganador y obtuvo una beca para formarse en su academia de modelos. A partir de ese momento empezó a trabajar en diversas ciudades del mundo.
Su primer desfile fue en Milán (Italia). Posteriormente vivió en Miami pero tuvo que volver a España por diversos compromisos. Como modelo de Francina Internacional estuvo trabajando entre 1993 y 1999 en Barcelona, Madrid, Tokio, Milán o Miami. 
Desde 2004 retoma su carrera como modelo paralelamente a la de presentador realizando diversos editoriales de moda para revistas nacionales e internacionales. Desde 2002 protagoniza diversas portadas de revistas en España. 

### Cantante
Tras grabar diversas maquetas y componer canciones ganó un concurso de una discográfica que buscaba talentos. De esa forma, lanzó su primer y único álbum al mercado. El disco se tituló Principio y estuvo producido por Quique Tejada (productor de canciones y coordinador de repertorios de cantantes como David Bisbal, Chenoa, La Unión, Rosario o David Bustamante) y por su esposa Maite Munt. Enric compuso tres de las canciones del álbum. 
Grabado en los estudios Aura, fue masterizado por Antonio Baglio en los Nautilus Mastering de Milán. El encargado del diseño del disco fue Jaume Delaiguana (que con anterioridad había trabajado para Alejandro Sanz o Marta Sánchez) y fue escogido por el propio Enric. Su primer sencillo fue el tema "Puro temblor". El disco salió al mercado en 1999 y aunque consiguió vender 50.000 copias, fue su primer y último trabajo musical.

### Presentador de televisión
En el 2000 ejerció de productor del programa de TVE La escalera mecánica. También fue productor y colaborador de un programa magazín de RNE-4 Día a la vista, posición que ocupó hasta el año 2001.
Su carrera en televisión empezó en 2002 con el programa Vitamina N de CityTv (hoy en día 8Tv del Grupo Godó). Jordi González era el presentador del espacio y fue su pareja por esos años. Compartió plató con futuros actores y reporteros de televisión como Marta Torné, Torito o Raúl Gómez. Enric propuso presentar una sección musical llamada POPCityCLUB. En ella, informó de todas las novedades musicales del mercado nacional e internacional. Entrevistó a los cantantes invitados al programa y presentó sus actuaciones. Además, tenía un club de socios que contaba con más de 5.000 personas. 
Debido a su buena acogida en el canal, los directivos de la cadena dicieron que POPCityCLUB pasara a ser un programa propio independiente. Enric entrevistó a todo tipo de estrellas de la canción como Ricky Martin, Mariah Carey, El canto del Loco, OBK, Chenoa, Álex Ubago, Gisela, Ana Torroja o Hugo Salazar, entre otros. En la última etapa del programa también entrevistaba a actores y a otro tipo de personalidades ya que se amplió un poco el contenido. Además de música también se hablaba sobre cine, lanzamientos en DVD, videojuegos, libros, moda...
En 2003 Antena 3 le propuso conducir el famoso espacio de televisión Megatrix en las mañanas de su canal. Empezó a presentar el programa junto a la también cantante Natalia y junto a Andrés Caparrós. Al principio compaginó su trabajo en City TV con su trabajo en Antena 3. Tiempo después tuvo que escoger y se mudó a Madrid para centrarse en Megatrix. En 2004 ganó el famoso TP de oro al mejor programa infantil de la temporada 2003. Tanto él como Natalia recogieron el premio. En la siguiente temporada 2004-2005 hubo cambios y presentó el programa solo junto a Natalia.
En 2005 dejó el espacio matinal para participar en el programa nocturno TNT de Telecinco (nuevamente junto a Jordi González). Presentaba la sección sobre el programa musical Operación Triunfo. En ese tiempo también fue comentarista en el programa de las mañanas El programa de Ana Rosa. En la siguiente temporada siguió presentando una sección en TNT junto a la presentadora Yolanda Flores y en El programa del verano en Telecinco. Tiempo después trabajó como reportero en el espacio de Telecinco El buscador de noticias.
En 2007 Boomerang TV le ofreció hacer de presentador auxiliar y reportero en las galas del programa El Gong Show presentado por Paz Padilla en TVE1. 
Durante los siguientes cuatro años presentó diversas galas y programas de televisión como el late night Cinco lobitos, el magazín La caja de Enric o el programa de música clásica Noche de musas. También fue presentador en el canal Dreamland TV y presentó la Gala Star Music Awards Spain.

### En los últimos años
Tras vivir unos meses en Madrid y en Estados Unidos, en 2013 presentó el libro autobiográfico Qué fue del niño de la Nocilla (Ed. Punto en boca). 
De 2015 a 2018 presentó junto a Elsa Anka el programa dominical Perdona TV Show en RAC105 TV para Cataluña y Canal BOM para Madrid.
Desde 2015 es el propietario de dos tiendas de ropa (para hombre y mujer) con su nombre en el eje comercial de la localidad de Rubí (Barcelona). En 2020 ha manifestado su deseo de no volver a la televisión. En 2021 inaugura su tercera tienda de ropa Enric Escudé Actitud.

## Televisión y radio
- 2000: La escalera mecánica (TVE)
- 2001: Día a la vista (RNE-4)
- 2002: Vitamina N (City TV)
- 2003: POPCityCLUB (City TV)
- 2003-2005: Megatrix (Antena 3)
- 2005-2006: TNT (Telecinco)
- 2005: El programa de Ana Rosa (Telecinco)
- 2005: El programa del verano (Telecinco)
- 2006-2007: El buscador (Telecinco)
- 2006: Parlem clar (Canal 9)
- 2006: Miss/Mister España 2006 (Telecinco)
- 2007: El gong show (TVE)
- 2010: Dreamland TV
- 2011: Noche de musas
- 2012: La caja de Enric (Playocio TV)
- 2015-2018: Perdona? (Canal Català TV, RAC105 TV, Canal BOM)

## Discografía

### Álbumes de estudio
- 1999: Principio

Singles:
- 1999: "Puro temblor"
- 1999: "Feel it inside"

## Filmografía
- 2010: The Anguish
- 2010: Dark Christmas